# Goldsby
Goldsby is een plaats (town) in de Amerikaanse staat Oklahoma, en valt bestuurlijk gezien onder McClain County.

## Demografie
Bij de volkstelling in 2000 werd het aantal inwoners vastgesteld op 1204.
In 2006 is het aantal inwoners door het United States Census Bureau geschat op 1479, een stijging van 275 (22.8%).

## Geografie
Volgens het United States Census Bureau beslaat de plaats een oppervlakte van
50,0 km², waarvan 49,9 km² land en 0,1 km² water.

## Plaatsen in de nabije omgeving
De onderstaande figuur toont nabijgelegen plaatsen in een straal van 12 km rond Goldsby.